# Oriana González Marzoli
Oriana Cristina González Marzoli (Caracas, 13 de marzo de 1992), conocida televisivamente como Oriana Marzoli, es una personalidad televisiva, colaboradora de televisión, participante de programas de telerrealidad e influencer reconocida por trabajar en cadenas de televisión de diferentes países como; Telecinco y Cuatro en España, Mega y Canal 13 en Chile o Canale 5 en Italia, habiendo aparecido también en canales de televisión de Perú.

## Biografía
Oriana Marzoli nació el 13 de marzo de 1992 en Caracas, Venezuela. En su juventud, mostró un interés por el mundo de la televisión y los medios de comunicación. Tras finalizar sus estudios de bachillerato en España, comenzó a estudiar Derecho, sin embargo, pronto decidió abandonar dicha carrera para perseguir su verdadera pasión: la televisión, razón por la que decidió darle un giro a su vida profesional y centrarse en crecer dentro de la industria televisiva. 

## Trayectoria televisiva
En abril de 2012 Oriana Marzoli hizo su primera aparición pública en el programa Mujeres y Hombres y Viceversa, dating show en el que trabajó durante varios años. En aquel momento se dio a conocer como pretendienta de Sergio Clar. Ese mismo año, en el mes de octubre, apareció en el reality Gandía Shore de la cadena MTV durante un capítulo, y en noviembre de 2012 volvió al programa Mujeres y Hombres y Viceversa para ser pretendienta de Christian Pérez. En el año 2013 Oriana continuó en el mismo programa, esta vez como tronista, título que abandonó voluntariamente para ser pretendienta de Tony Spina, con quien saldría del programa como pareja formal. 
En el año 2014 apareció en el programa Supervivientes, sin embargo, abandonó el concurso de manera temprana, entrando su entonces pareja, Tony Spina, en sustitución de ella, con quien protagonizó desde plató algunos de los momentos más mediáticos de esa edición del reality.  A finales de ese mismo año viajó junto a Tony Spina a Chile para participar en el programa Amor a Prueba de Mega. Ambos concursaron como pareja, llegando a alcanzar el cuarto puesto en el reality. 
En el año 2016 volvió a Chile para participar en el reality show ¿Voverías con tu Ex? de Mega. En esta ocasión también entró al programa junto a Tony Spina, expareja de Oriana en ese momento, sin embargo cambió de pareja de concurso en mitad del reality y continuó participando junto a Luis Mateucci, con quien formalizó una relación. Oriana y Luis lograron llegar a la final del reality show y ser los ganadores.   En ese mismo año se incorporó al elenco de colaboradores de Gran Hermano 17: Límite 48 horas 
En el año 2017 participó en el programa chileno Doble Tentación, consiguiendo la sexta posición junto a su pareja, Luis Mateucci.  Una vez finalizado el reality, vuelve a España para ir, primero a Supervivientes, esta vez como "fantasma del pasado", permaneciendo un día en el concurso, y acto seguido incorporándose de nuevo a Mujeres y Hombres y Viceversa como asesora del amor.  
En el año 2018 comenzó a trabajar en el programa Supervivientes: Tierra de Nadie como colaboradora, y mantuvo su participación durante seis ediciones, hasta el año 2023.      
Durante esos seis años, Oriana fue compaginando su trabajo de colaboradora con otros trabajos en televisión y plataformas digitales:  
En 2018 la pudimos ver en el Programa Ven a Cenar Conmigo: Summer Edition,  junto a Mónica Hoyos, Carmen Alcayde, Alonso Caparrós y Rafael Amargo, así como en Gran Hermano VIP, programa que acabó abandonando por motivos personales.  
En 2020 participó junto a Iván González en La Casa Fuerte, logrando la segunda posición, gracias a los votos del público.
Ese mismo año y durante el año 2021 compaginó su trabajo como colaboradora de Supervivientes con un nuevo puesto de opinionista en el programa que la vio nacer, Mujeres y Hombres y Viceversa. También en 2021 fue colaboradora de la primera edición de Secret Story: La Casa de los Secretos. 
En el año 2022 su trayectoria televisiva da un nuevo salto, ya que llega a Italia, el país de su abuelo, para participar en la séptima edición de Grande Fratello VIP siendo una de las claras favoritas del público italiano y logrando alzarse con el segundo puesto gracias a los votos del público y tras permanecer 5 meses conviviendo en la casa de Cinecittà (Roma)
En el año 2023 vuelve a España y participa de nuevo en Supervivientes, como colaboradora y volviendo a la isla con el rol de fantasma del pasado. Además, en septiembre regresó a la casa de Guadalix de la Sierra como concursante de Gran Hermano VIP. Sin embargo, abandona por motivos personales a los 15 días de concurso.  Durante el verano de este año también colaboró en el programa La Vida Sin Filtros, presentado por Cristina Tárrega.
En 2024 vuelve a cruzar el Atlántico para viajar a Chile y participar en Ganar o Servir, programa en el que logró alzarse con la victoria de la prueba preliminar a la gran final. A dicha prueba llegaron tanto Oriana como Raimundo Cerdá gracias a los votos del público, resultando Oriana ganadora de la competencia entre ambos participantes. En este programa conoció y formalizó una relación sentimental con su actual pareja, Facundo González, con quien además participaría en Palabra de Honor. 
En el año 2025, además de continuar su participación en Palabra de Honor, ha trabajado en diversos programas de televisión y en plataformas digitales. En Chile fue parte del programa de Mega "Sangre, Sudor y Gala", un docureality que muestra el proceso de preparación de sus protagonistas para asistir a la alfombra roja del Festival Internacional de la Canción de Viña del Mar, en la cual también desfiló Oriana junto a su pareja, con un look diseñado por los diseñadores chilenos Gio&Ber. En mayo volvió a España tras más de dos años de trabajo en el extranjero, gracias a "Inside Oriana", un docureality propio, emitido por la plataforma online de contenidos audiovisuales Mitele, en el que tratan aspectos de su vida personal y profesional y en el que se reencuentra con gente de su pasado y su presente.  En junio de este año regresó con su canal de MTMAD "Algo Pasa con Oriana" y en septiembre comenzará su etapa como colaboradora del nuevo 'dating show' de Mediaset, "El Loco Amor", que se emitirá a través de la plataforma Mediaset Infinity

## Carrera televisiva
| Año       | Programa                             | Resultado                             | Cadena de TV           | País         | Notas |
| --------- | ------------------------------------ | ------------------------------------- | ---------------------- | ------------ | ----- |
| 2014      | Supervivientes                       | Abandono voluntario                   | Telecinco              | España       |       |
| 2014–2015 | Amor a Prueba                        | 17.ª eliminada                        | Mega                   | Chile        |       |
| 2016      | ¿Volverías con tu Ex?                | Ganadora                              | Mega                   | Chile        |       |
| 2017      | Doble Tentación                      | Expulsión disciplinaria               | Mega                   | Chile        |       |
| 2018      | Ven a Cenar Conmigo: Summer Edition  | 4.° puesto                            | Cuatro                 | España       |       |
| 2018      | Gran Hermano VIP                     | Abandono voluntario                   | Telecinco              | España       |       |
| 2020      | La Casa Fuerte                       | Subcampeona                           | Telecinco              | España       |       |
| 2022–2023 | Grande Fratello VIP                  | Subcampeona                           | Canale 5               | Italia       |       |
| 2023      | Gran Hermano VIP                     | Abandono voluntario                   | Telecinco              | España       |       |
| 2024      | ¿Ganar o servir?                     | Ganadora preliminar                   | Canal 13 / Latina play | Chile / Perú |       |
| 2024–2025 | Palabra de Honor: lealtad o traición | 6º abandono por lealtad a F. González | Canal 13 / Latina play | Chile / Perú |       |

| Año       | Programa                         | Rol                     | Cadena de TV       | País   | Ref.   |
| --------- | -------------------------------- | ----------------------- | ------------------ | ------ | ------ |
| 2012–2013 | Mujeres y Hombres y Viceversa    | Pretendienta / Tronista | Telecinco          | España |        |
| 2016      | Morandé con Compañía             | Invitada                | Mega               | Chile  | [ 34 ] |
| 2016      | Gran Hermano 17: Límite 48 horas | Colaboradora            | Telecinco          | España |        |
| 2017      | Mujeres y Hombres y Viceversa    | Asesora del amor        | Telecinco          | España |        |
| 2017      | Supervivientes                   | Fantasma del pasado     | Telecinco          | España |        |
| 2018      | Morandé con Compañía             | Invitada                | Mega               | Chile  | [ 35 ] |
| 2018–2023 | Supervivientes: Tierra de Nadie  | Colaboradora            | Telecinco / Cuatro | España |        |
| 2020–2021 | Mujeres y Hombres y Viceversa    | Opinionista             | Cuatro             | España |        |
| 2021      | Volverte a ver                   | Invitada                | Telecinco          | España | [ 36 ] |
| 2021      | Secret Story: Cuenta Atrás       | Colaboradora            | Telecinco          | España |        |
| 2023      | Supervivientes                   | Fantasma del pasado     | Telecinco          | España |        |
| 2023      | La Vida Sin Filtros              | Colaboradora            | Telecinco          | España |        |
| 2025      | Esto es Guerra                   | Invitada                | América TV         | Perú   | [ 37 ] |
| 2025      | Sangre, Sudor y Gala             | Ella misma              | Mega               | Chile  |        |
| 2025      | Gala Viña 2025                   | Ella misma              | Mega               | Chile  |        |

## Plataformas Digitales
| Año              | Programa              | Rol          | Plataforma                | País          | Ref.   |
| ---------------- | --------------------- | ------------ | ------------------------- | ------------- | ------ |
| 2018-2023        | Algo Pasa con Oriana  | Ella misma   | MTMAD                     | España        | [ 38 ] |
| 2019             | Crazy Trip: Tailandia | Participante | MTMAD                     | España        | [ 39 ] |
| 2019             | Crazy Party           | Participante | MTMAD                     | España        | [ 40 ] |
| 2022             | Celebrity Game Over   | Participante | MTMAD                     | España        | [ 41 ] |
| 2023             | Oriana Marzoli        | Ella msima   | YouTube                   | Internacional |        |
| 2025             | Inside Oriana         | Protagonista | Mitele                    | España        | [ 42 ] |
| 2025- actualidad | Algo Pasa con Oriana  | Ella misma   | MTMAD / Mediaset Infinity | España        | [ 43 ] |
| 2025- actualidad | El Loco Amor          | Colaboradora | Mediaset Infinity         | España        |        |

## Filmografía
| Año  | Título             | Personaje   | Notas                                                | Plataforma | País   | Ref.   |
| ---- | ------------------ | ----------- | ---------------------------------------------------- | ---------- | ------ | ------ |
| 2019 | Una vida de mierda | Concursante | Episodio: «He venido al Got Talent a petarlo máximo» | MTMAD      | España | [ 44 ] |

## Videoclips
Oriana ha participado como modelo en dos videoclips de diferentes artistas:
| Año  | Canción           | Artista   |
| ---- | ----------------- | --------- |
| 2012 | Fiera de la Noche | Rafa Mora |
| 2021 | No Fui Yo         | Sasha     |

## Premios y nominaciones
| Año  | Categoría     | Resultado | País  | Ref.   |
| ---- | ------------- | --------- | ----- | ------ |
| 2024 | Queen Reality | Ganadora  | Chile | [ 45 ] |